# Canton de Vic-le-Comte
Le canton de Vic-le-Comte est une circonscription électorale française située dans le département du Puy-de-Dôme et la région Auvergne-Rhône-Alpes.
À la suite du redécoupage cantonal de 2014, les limites territoriales du canton sont remaniées. Le nombre de communes du canton passe de 13 à 19.

## Géographie
Ce canton est organisé autour de Vic-le-Comte dans l'arrondissement de Clermont-Ferrand. Son altitude varie de 315 m (La Roche-Noire) à 824 m (Yronde-et-Buron) pour une altitude moyenne de 525 m.

## Histoire
De 1833 à 1848, les cantons de Saint-Dier et de Vic-le-Comte avaient le même conseiller général. Le nombre de conseillers généraux était limité à 30 par département.
Le redécoupage des cantons du Puy-de-Dôme, appliqué le 25 février 2014 par décret, modifie le périmètre de ce canton :
- Busséol, Laps, Manglieu, Mirefleurs, Parent, Pignols, La Roche-Noire, Saint-Georges-sur-Allier, Saint-Maurice, Sallèdes, Vic-le-Comte et Yronde-et-Buron restent dans le canton ;
- Chadeleuf, Coudes, Montpeyroux, Neschers, Pérignat-sur-Allier, Plauzat et Sauvagnat-Sainte-Marthe intègrent le canton ;
- Isserteaux quitte le canton pour s'intégrer au canton de Billom.

À l'issue de ce redécoupage, le canton comprend désormais 19 communes.

## Représentation

### Conseillers généraux de 1833 à 2015
| Période           | Période      | Identité                                         | Étiquette           | Qualité                                                                                      |
| ----------------- | ------------ | ------------------------------------------------ | ------------------- | -------------------------------------------------------------------------------------------- |
| 1833              | 1848         | Antoine Jouvet                                   | Opposition libérale | Avocat à Clermont Député (1834-1842, 1848-1849) Maire de Busséol                             |
| 1848              | 1856 (décès) | Jérôme Guyot-Lavaline                            |                     | Propriétaire, maire de Vic-le-Comte, conseiller d'arrondissement                             |
| 1856              | 1904         | Jean-Baptiste Guyot-Lavaline (fils du précédent) | Républicain         | Maire de Vic-le-Comte Sénateur (1879-1900) Président du Conseil Général                      |
| 1904              | 1919         | Antoine Fabre                                    | Rad.                | Pharmacien - Député (1908-1919) Maire de Vic-le-Comte (1888-1912)                            |
| 1919              | 1928         | Marc Antoine Jocelyn Bargoin                     |                     | Industriel, maire de Vic-le-Comte Propriétaire à Chamalières                                 |
| 1928              | 1940         | Hugues-André Boste                               | Rad.                | Secrétaire général des Hospices Maire de Vic-le-Comte Nommé conseiller départemental en 1942 |
|                   |              |                                                  |                     |                                                                                              |
| 1945              | 1946 (décès) | Alexis Chavarot                                  | PCF                 | Agriculteur Maire de Vic-le-Comte                                                            |
| 22 septembre 1946 | 1992         | Joseph Planeix                                   | SFIO puis PS        | Entrepreneur de travaux publics Député (1962-1978) Maire de Parent                           |
| 1992              | 1998         | Roger Blanc                                      | UDF                 | Eleveur Maire de Vic-le-Comte (1995-2008)                                                    |
| 1998              | 2015         | Roland Blanchet                                  | PS                  | Retraité Maire de Vic-le-Comte (2008-2020)                                                   |

### Conseillers d'arrondissement (de 1833 à 1940)
| Période                                  | Période | Identité                          | Étiquette | Qualité |
| ---------------------------------------- | ------- | --------------------------------- | --------- | --- |
| 1833                                     | 1848    | Jérôme Guyot-Lavaline             |           | Notaire, propriétaire, maire de Vic-le-Comte                                                                |
| 1848                                     | 1867    | Antoine-Xavier Coubret            |           | Juge de paix à Vic-le-Comte                                                                                 |
| 1867                                     | 1871    | Prosper Rougier                   |           | Notaire à Vic-le-Comte                                                                                      |
| 1871                                     | 1880    | Amable-Henri Violle               |           | Docteur en médecine à Vic-le-Comte                                                                          |
| 1880                                     | 1901    | Etienne-Camille Francon           |           | Greffier de la justice de paix à Vic-le-Comte                                                               |
| 1901                                     |         | François Lacroix                  |           | Maire de Pignols                                                                                            |
|                                          | 1913    | Donat Chassard                    | Radical   | Notaire, maire de Manglieu, suppléant du juge de paix                                                       |
| 1913                                     |         | Jean Gaillard                     | Radical   | Directeur d'école primaire publique à Vic-le-Comte                                                          |
|                                          |         |                                   |           | |
| 1925                                     | 1931    | Cyprien Guybert-Roussel           | Radical   | Agriculteur, maire de Saint-Georges-sur-Allier                                                              |
| 1931                                     | 1937    | Antoine Roussel-Laboureyras       | Radical   | Propriétaire à Isserteaux                                                                                   |
| 1937                                     | 1940    | Maxime-Blaise Cibrand (1891-1959) | Radical   | Agriculteur, maire d'Yronde-et-Buron                                                                        |
| 1940                                     |         |                                   |           | Les conseils d'arrondissement ont été suspendus par la loi du 12 octobre 1940 et n'ont jamais été réactivés |
| Les données manquantes sont à compléter. |         |                                   |           | |

### Conseillers départementaux à partir de 2015
| Période élective | Période élective | Mandat | Mandat   | Identité          | Nuance | Nuance | Qualité |
| ---------------- | ---------------- | ------ | -------- | ----------------- | ------ | ------ | --- |
| 2015             | 2021             | 2015   | 2021     | Antoine Desforges |        | PS     | Juriste, premier adjoint au maire de Vic-le-Comte (2014-2020) Maire de Vic-le-Comte (depuis le 23 mai 2020) |
| 2015             | 2021             | 2015   | 2021     | Jeanne Espinasse  |        | PS     | Secrétaire administrative, deuxième adjointe au maire de Neschers                                           |
| 2021             | 2028             | 2021   | en cours | Antoine Desforges |        | PS     | Conseiller sortant                                                                                          |
| 2021             | 2028             | 2021   | en cours | Jeanne Espinasse  |        | PS     | Conseillère sortante                                                                                        |

### Résultats détaillés

#### Élections de mars 2015
À l'issue du 1er tour des élections départementales de 2015, deux binômes sont en ballotage : Antoine Desforges et Jeanne Espinasse (Union de la Gauche, 35,21 %) et Valérie Coudun et Laurent Pradier (Union de la Droite, 24,91 %). Le taux de participation est de 53,25 % (8 255 votants sur 15 503 inscrits) contre 52,8 % au niveau départemental et 50,17 % au niveau national.
Au second tour, Antoine Desforges et Jeanne Espinasse (Union de la Gauche) sont élus avec 57,92 % des suffrages exprimés et un taux de participation de 51,03 % (4 057 voix pour 7 911 votants et 15 503 inscrits).

#### Élections de juin 2021
Le premier tour des élections départementales de 2021 est marqué par un très faible taux de participation (33,26 % au niveau national). Dans le canton de Vic-le-Comte, ce taux de participation est de 36,83 % (5 970 votants sur 16 209 inscrits) contre 36,11 % au niveau départemental. À l'issue de ce premier tour,  le binôme constitué de Antoine Desforges et Jeanne Espinasse (PS, 78,3 %), est élu avec 78,3 % des suffrages exprimés.

## Composition

### Composition avant 2015
Le canton de Vic-le-Comte regroupait 13 communes.
| Nom                      | Code Insee | Codepostal | Superficie (km2) | Population (dernière pop. légale) | Densité (hab./km2) |
| ------------------------ | ---------- | ---------- | ---------------- | --------------------------------- | ------------------ |
| Vic-le-Comte (chef-lieu) | 63457      | 63270      | 18,09            | 4 910 (2012)                      | 271                |
| Busséol                  | 63059      | 63270      | 5,68             | 206 (2012)                        | 36                 |
| Isserteaux               | 63177      | 63270      | 17,66            | 408 (2012)                        | 23                 |
| Laps                     | 63188      | 63270      | 7,09             | 567 (2012)                        | 80                 |
| Manglieu                 | 63205      | 63270      | 21,09            | 468 (2012)                        | 22                 |
| Mirefleurs               | 63227      | 63730      | 9,05             | 2 367 (2012)                      | 262                |
| Parent                   | 63269      | 63270      | 3,76             | 799 (2012)                        | 213                |
| Pignols                  | 63280      | 63270      | 9,29             | 314 (2012)                        | 34                 |
| La Roche-Noire           | 63306      | 63800      | 3,07             | 608 (2012)                        | 198                |
| Saint-Georges-sur-Allier | 63350      | 63800      | 9,42             | 1 194 (2012)                      | 127                |
| Saint-Maurice            | 63378      | 63270      | 5,40             | 813 (2012)                        | 151                |
| Sallèdes                 | 63405      | 63270      | 18,81            | 585 (2012)                        | 31                 |
| Yronde-et-Buron          | 63472      | 63270      | 14,79            | 670 (2012)                        | 45                 |

### Composition depuis 2015
Le nouveau canton de Vic-le-Comte compte dix-neuf communes entières.
| Nom                                  | Code Insee | Intercommunalité           | Superficie (km2) | Population (dernière pop. légale) | Densité (hab./km2) | Modifier                                    |
| ------------------------------------ | ---------- | -------------------------- | ---------------- | --------------------------------- | ------------------ | ------------------------------------------- |
| Vic-le-Comte (bureau centralisateur) | 63457      | CC Mond'Arverne Communauté | 18,09            | 5 336 (2022)                      | 295                | modifier les données · modifier les données |
| Busséol                              | 63059      | CC Mond'Arverne Communauté | 5,68             | 221 (2022)                        | 39                 | modifier les données · modifier les données |
| Chadeleuf                            | 63073      | CA Agglo Pays d'Issoire    | 5,70             | 429 (2022)                        | 75                 | modifier les données · modifier les données |
| Coudes                               | 63121      | CA Agglo Pays d'Issoire    | 4,66             | 1 241 (2022)                      | 266                | modifier les données · modifier les données |
| Laps                                 | 63188      | CC Mond'Arverne Communauté | 7,09             | 597 (2022)                        | 84                 | modifier les données · modifier les données |
| Manglieu                             | 63205      | CC Mond'Arverne Communauté | 21,09            | 472 (2022)                        | 22                 | modifier les données · modifier les données |
| Mirefleurs                           | 63227      | CC Mond'Arverne Communauté | 9,05             | 2 336 (2022)                      | 258                | modifier les données · modifier les données |
| Montpeyroux                          | 63241      | CA Agglo Pays d'Issoire    | 3,29             | 325 (2022)                        | 99                 | modifier les données · modifier les données |
| Neschers                             | 63250      | CA Agglo Pays d'Issoire    | 9,78             | 890 (2022)                        | 91                 | modifier les données · modifier les données |
| Parent                               | 63269      | CA Agglo Pays d'Issoire    | 3,76             | 889 (2022)                        | 236                | modifier les données · modifier les données |
| Pérignat-sur-Allier                  | 63273      | CC Billom Communauté       | 4,90             | 1 492 (2022)                      | 304                | modifier les données · modifier les données |
| Pignols                              | 63280      | CC Mond'Arverne Communauté | 9,29             | 340 (2022)                        | 37                 | modifier les données · modifier les données |
| Plauzat                              | 63282      | CA Agglo Pays d'Issoire    | 13,01            | 1 680 (2022)                      | 129                | modifier les données · modifier les données |
| La Roche-Noire                       | 63306      | CC Mond'Arverne Communauté | 3,07             | 630 (2022)                        | 205                | modifier les données · modifier les données |
| Saint-Georges-sur-Allier             | 63350      | CC Mond'Arverne Communauté | 9,42             | 1 352 (2022)                      | 144                | modifier les données · modifier les données |
| Saint-Maurice                        | 63378      | CC Mond'Arverne Communauté | 5,40             | 990 (2022)                        | 183                | modifier les données · modifier les données |
| Sallèdes                             | 63405      | CC Mond'Arverne Communauté | 18,81            | 566 (2022)                        | 30                 | modifier les données · modifier les données |
| Sauvagnat-Sainte-Marthe              | 63411      | CA Agglo Pays d'Issoire    | 6,41             | 465 (2022)                        | 73                 | modifier les données · modifier les données |
| Yronde-et-Buron                      | 63472      | CC Mond'Arverne Communauté | 14,79            | 643 (2022)                        | 43                 | modifier les données · modifier les données |
| Canton de Vic-le-Comte               | 6331       |                            | 173,29           | 20 894 (2022)                     | 121                | modifier les données                        |

## Démographie

### Démographie avant 2015
| 1962  | 1968  | 1975  | 1982  | 1990   | 1999   | 2006   | 2011   | 2012   |
| ----- | ----- | ----- | ----- | ------ | ------ | ------ | ------ | ------ |
| 6 662 | 7 121 | 8 163 | 9 692 | 11 197 | 11 752 | 12 839 | 13 736 | 13 909 |

### Démographie depuis 2015
En 2022, le canton comptait 20 894 habitants, en évolution de +2,63 % par rapport à 2016 (Puy-de-Dôme : +2,1 %, France hors Mayotte : +2,11 %).
| 2013   | 2018   | 2022   |
| ------ | ------ | ------ |
| 20 019 | 20 660 | 20 894 |